# Bertrand des Bordes
Bertrand des Bordes (... – Avignone, 12 settembre 1311) è stato un cardinale francese.

## Biografia
Nato in Guascogna, venne creato cardinale-prete col titolo dei Santi Giovanni e Paolo nel concistoro del 19 dicembre 1310, e l'anno seguente divenne camerlengo di Santa Romana Chiesa.
È sepolto nella chiesa della collegiata di Notre Dame di Uzeste.

## Fonti
- (EN) The Cardinals of the Holy Roman Church, su cardinals.fiu.edu.